# EVOL
EVOL е името на третия албум на американския алтернативен рок състав Соник Ют. Това е техният първи продукт, издаден от ЕсЕсТи Рекърдс. На музикалния пазар е от май 1986 година. Категоризира се като нойз рок и е забележителен като първата плоча, в която Стив Шели замества Боб Бърт на барабаните, а също така като част от прехода им от ноу уейв към поп музика.
Няма големи постижения в началото на историята си, но по-късно е възхваляван в ретроспективен план. Пичфорк заявява, че EVOL „[беше] там, където семената на величието бяха посяти“, и поставя албума на 31-во място в „100-те най-добри албуми на 80-те години“.

## Песни
1. Tom Violence – 3:05
2. Shadow of a Doubt – 3:32
3. Starpower – 4:48
4. In the Kingdom #19 – 3:24
5. Green Light – 3:46
6. Death to Our Friends – 3:16
7. Secret Girl – 2:54
8. Marilyn Moore – 4:04
9. Expressway to Yr. Skull (aka The Crucifixion of Sean Penn/Madonna, Sean and Me) – 7:19